# Petrus Augustus Beretta

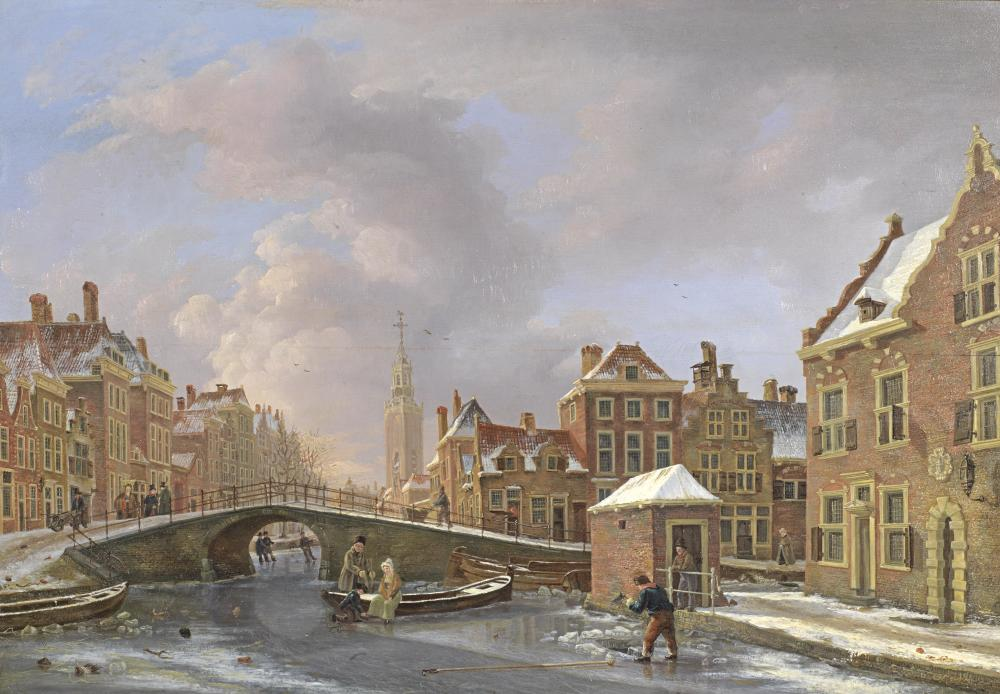
Leute auf dem gefrorenen Fluss

Petrus Augustus Beretta (* 17. Juli 1805 in Rotterdam; † 5. Juli 1866 in Den Haag) war ein niederländischer Veduten- und Marinemaler, Aquarellist und Lithograf.
Beretta erhielt seinen ersten Unterricht bei seinem Vater Johannes Beretta (1779–1841).
Danach studierte er von 1822 bis 1824 an der Koninklijke Academie van Beeldende Kunsten in Den Haag unter der Leitung von Bartholomeus Johannes van Hove (Zeichnung) und Johan Willem Pieneman (Malerei).
Nach dem Studium blieb er in Den Haag ansässig, malte, aquarellierte und lithografierte Stadt- und Seeansichten.
Er zeigte seine Werke ab 1825 auf den Ausstellungen in Amsterdam und Den Haag.